# Salpis falcata
Salpis falcata är en fjärilsart som beskrevs av Frederick H. Rindge 1971. Salpis falcata ingår i släktet Salpis och familjen mätare. Inga underarter finns listade.